# Juana Koslay
Juana Koslay est une localité de la province de San Luis, en Argentine dans le département de Juan Martín de Pueyrredón (anciennement département de La Capital). Elle est située à 9 km de San Luis, la capitale provinciale.